# Outside (collection)
Pour les articles homonymes, voir Outside (homonymie).
Outside est une collection littéraire créée en 1984, dirigée par Marguerite Duras aux éditions P.O.L, et disparue à la fin des années 1980.

## Historique
« L'idée [de la collection], déclare Paul Otchakovsky-Laurens, est venue tout naturellement. Marguerite Duras me disait qu'elle voulait aider de jeunes auteurs à se faire connaître. Elle voulait les publier et les protéger. Je lui ai donné carte blanche. »
Le nom de la collection vient du titre d'un recueil de texte de Marguerite Duras, Outside, publié en 1981 chez Albin Michel dans la collection « Illustrations », puis réédité en 1984 chez P.O.L.

## Auteurs publiés
Liste non exhaustive d'auteurs publiés dans la collection « Outside »
- Jean Pierre Ceton
- Nicole Couderc
- Marguerite Duras
- Catherine de Richaud